# Macrobrachium esculentum
Macrobrachium esculentum is een garnalensoort uit de familie van de Palaemonidae. De wetenschappelijke naam van de soort is voor het eerst geldig gepubliceerd in 1891 door Thallwitz.